# Ioan Manciuc
Ioan Manciuc (n. 25 iulie 1929, Șcheia, Roman, România – d. 27 martie 1979, București, România) a fost un om politic român, care a deținut funcția de primar al municipiului Iași în perioada 1970 - 1979.

## Biografie
Ioan Manciuc s-a născut la data de 25 iulie 1929 în satul Șcheia, comuna Alexandru Ioan Cuza (pe atunci în județul Roman, azi în județul Iași), într-o familie de țărani înstăriți. Mama sa s-a căsătorit cu Dumitru Vasile Manciuc, după ce primul ei soț murise în timpul primului război mondial. Părinții săi au avut 6 copii, el fiind cel de-al treilea.
A absolvit școala primară în satul natal, apoi a devenit copil de trupă la Arsenalul Armatei din Roman. În paralel, a urmat cursurile Școlii de arte și meserii. La vârsta de 14 ani s-a calificat ca electrician la Întreprinderea mecanică din Roman. În anul 1943, odată cu apropierea frontului de Iași, a plecat cu întreaga unitate la Sibiu, unde a lucrat la fabrica de armament timp de doi ani. Deoarece fabrica era în subordinea Armatei Germane, Manciuc a învățat acolo limba germană.
A urmat apoi cursurile Liceului Teoretic și apoi Facultatea Muncitorească din Iași. A studiat șase ani la Moscova, învățând limbile rusă și franceză. A fost promovat din simplu muncitor în funcții de mare răspundere pe linie de partid și de stat.

## Activist de partid
În anul 1945 a devenit membru al Uniunii Tineretului Comunist, apoi în anul 1946 a fost primit ca membru al Partidului Comunist Român. S-a manifestat ca un talentat activist politic la început pe linie de tineret în activul U.T.M. (Uniunea Tineretului Muncitor), îndeplinind funcții de răspundere în comitetele regionale Bacău (1950-1951), București (1952-1959) și Iași (1959-1962), precum și în activul Comitetului Central al U.T.M. (1951-1952), apoi ca activist de partid.
În anul 1956 a fost ales ca prim-secretar al Comitetului Regional București al UTM, iar în anul 1959 al Comitetului Regional Iași al UTM. În această perioadă, și-a continuat studiile absolvind cursurile Școlii Superioare de Partid (1955).

## Primar al municipiului Iași
În municipiul Iași, Ioan Manciuc a fost promovat mai întâi ca secretar (1962-1965) și apoi ca prim-secretar (1965-1979) al Comitetului Municipal de Partid. A îndeplinit și funcția de membru al Biroului Comitetului Județean de Partid Iași.
În perioada 1970-1979 el a deținut și funcția de președinte al Consiliului Popular al Municipiului Iași (denumire sub care era cunoscută în acele vremuri funcția de primar). În calitate de primar, el a făcut parte din Consiliul Executiv al Federației Mondiale a orașelor înfrățite, ocupând și funcția de vicepreședinte al acestuia.
De asemenea, din anul 1969 a fost ales ca deputat în Marea Adunare Națională, iar din 1975 a fost ales ca membru al Consiliului de Stat al R.S. România. În paralel, în anul 1970, Ioan Manciuc a obținut licența în istorie la Facultatea de Istorie și Filosofie a Universității „Al. I. Cuza” din Iași.
În martie 1979 primarul Manciuc s-a îmbolnăvit, având chisturi hidatice la ficat. A fost transportat la București, pentru a fi operat la Spitalul Fundeni. Ioan Manciuc a încetat prematur din viață la data de 27 martie 1979 în orașul București, în urma unui blocaj renal. A fost înmormântat în Cimitirul Eternitatea din Iași.

## Realizări ca primar

Mormântul lui Ioan Manciuc de la Cimitirul Eternitatea din Iaşi.

Ioan Manciuc a avut o contribuție importantă la transformarea municipiului Iași într-un oraș modern. El și-a consacrat întreaga activitate dezvoltării economico-sociale și edilitare a Iașului. Printre realizările sale ca primar pot fi menționate următoarele:
- amenajarea centrului civic al municipiului Iași
- construcția și dezvoltarea cartierului Alexandru cel Bun
- construcția cartierului Dacia
- modernizarea cartierului Copou
- sistematizarea cartierului Tătărași
- integrarea în municipiul Iași a suburbiilor Nicolina, Frumoasa și CUG, unde au fost construite blocuri de locuințe
- construirea de blocuri noi de locuințe în cartierele Păcurari, Tătărași și Nicolina
- extinderea și sistematizarea magistralei Socola
- lărgirea bulevardelor Ștefan cel Mare, Independenței și Păcurari
- amenajarea zonei Gării
- construirea pasajului subteran din Piața Unirii
- construirea Stadionului Constructorul (astăzi demolat) pentru cartierele nou-înființate
- amenajarea râului Bahlui
- construirea bazinului de acumulare de la Cârlig

## Transformarea Iașului într-un oraș modern
El a fost cel care a realizat pasajul subteran din Piața Unirii, lucrare pentru care au fost alocate peste 15 milioane de lei la acea vreme. Cutremurul din 1977 a reprezentat pentru Manciuc ocazia de a schimba fața orașului și a amenaja centrul civic.
„În centrul Iașului erau numai maghernițe ale comercianților evrei și străzi înguste care semănau mai mult a ulițe. Iașul nu avea nimic din ce se cheamă acum un centru civic. Palatul Roznovanu și Mitropolia erau singurele clădiri mai acătării”, a afirmat vicepreședintele Consiliului Județean Iași, Mihai Popescu. Până la cutremurul din 1977, actualul bulevard Ștefan cel Mare era o stradă strâmtă, mărginită de prăvălii mărunte. Deși centrul Iașului nu a suferit foarte mult de pe urma cutremurului, Manciuc a profitat de ocazie pentru a reamenaja centrul municipiului. În câteva zile, el a adus buldozere și bile de metal pentru demolări și, pe motiv că edificiile vechi din centru au fost afectate de cutremur, a demolat clădirile vechi din centrul orașului. „Când a venit comisia de la București să inventarieze efectele cutremurului, centrul Iașului arăta ca după bombardament”, a povestit Popescu.
Guvernul a acordat bani pentru reconstrucția orașului Iași, care s-a transformat într-un imens șantier. Au fost construite cartierele Alexandru cel Bun și Dacia pe șesul Bahluiului; a lărgit Bulevardul Păcurari (care inițial era doar o stradă îngustă, cu prăvălii și case joase de la Fundație și până la ieșirea din Iași) transformându-l într-un bulevard străjuit de blocuri, precum și Bulevardul Independenței; s-a început sistematizarea cartierului Tătărași; suburbiile Nicolina, Frumoasa și CUG au fost integrate în municipiul Iași, construindu-se blocuri noi de locuințe.
Pentru a evita pericolul de inundații, Ioan Manciuc a promovat proiectul de sistematizare a râului Bahlui. Albia râului a fost adâncită, cursul apei a fost modificat, au fost construite diguri de protecție care au ferit cartierele de locuințe de revărsări ale râului. Cu același scop, a fost construită și acumularea de la Cârlig, de la ieșirea din Iași.
În perioada administrației sale, s-au început lucrările la cele patru mari pasaje rutiere din Iași: Cerna, Poitiers, Cetățuia și Socola.

## Sprijinirea dezvoltării industriale
De asemenea, el a aplicat directivele Partidului Comunist Român cu privire la politica de industrializare a orașelor, având o contribuție importantă în dezvoltarea industrială a municipiului Iași prin atragerea de fonduri bănești pentru realizarea unei zone industriale de mare amploare.
În perioada cât a fost primar s-a ocupat de realizarea Zonei Industriale a Iașului. El are merite deosebite în realizarea Întreprinderii de antibiotice, la amplasarea, construirea și punerea în funcțiune a Combinatului de Fire și Fibre Sintetice (C.F.S.), la construirea Întreprinderii Metalurgice, a Întreprinderii de Mătase „Victoria”, a Centralei Termoelectrice de zonă, a Întreprinderii de Tricotaje „Moldova”, a Întreprinderii de Materiale de Construcții, a Combinatului de Utilaj Greu (C.U.G.), a Întreprinderii Tehnoton și a celorlalte întreprinderi industriale construite în Iași în perioada 1970-1979.
„A făcut tot ce înseamnă Zona Industrială. Datorită lui a fost adus CUG-ul în Iași, fiindca amplasamentul inițial era între Cozmești și Stolniceni-Prăjescu. (...) A mărit Grădina Botanică, la început avea câteva hectare. A făcut toate serele din jurul Iașului, livezile, stațiunile. Abatorul din Iași aproviziona trupele NATO din Germania. Pe lângă abator, a mai construit complexul de la Tomești, întreprinderile de lapte și alcool. A folosit metoda construirii pe locul viran. A sistematizat orașul. Problema sistematizării a fost o prioritate pentru el. Cei care i-au urmat au lucrat pe modelul său”, afirma fratele său, Gheorghe Manciuc, în anul 2009 .
În afară de aceste activități, el s-a mai ocupat și de instituțiile de învățământ, sanitare și culturale din oraș, de păstrarea și punerea în valoare a tuturor monumentelor de artă și istorice. Printre realizările în acest domeniu menționăm construirea de noi cămine studențești, de licee cu profil industrial și a Casei de Cultură a Sindicatelor.

## Distincții
- Medalia Muncii (21 august 1954) „pentru merite deosebite pe tărîmul construcției de stat, economice, sociale și culturale, cu ocazia celei de a zecea aniversări a eliberării patriei noastre”[5]
- Ordinul Muncii clasa a III-a (12 august 1959) „pentru merite deosebite în opera de construire a socialismului”[6]
- Medalia „40 de ani de la înființarea Partidului Comunist din Romînia” (6 mai 1961) „pentru merite în activitatea de partid și întărirea regimului democrat-popular”[7]
- Ordinul „Steaua Republicii Populare Romîne” clasa a V-a (4 aprilie 1962) „pentru merite deosebite în munca de colectivizare a agriculturii și întărirea economico-organizatorică a gospodăriilor agricole colective”[8]
- Ordinul „23 August” clasa a V-a (30 aprilie 1966) „cu prilejul celei de-a 45-a aniversări de la înființarea Partidului Comunist din România, pentru merite deosebite în opera de construire a socialismului”[9]
- Ordinul „Steaua Republicii Socialiste România” clasa a III-a (16 decembrie 1972) „pentru merite deosebite în opera de construire a socialismului, cu prilejul aniversării a 25 de ani de la proclamarea Republicii”[10]

Pentru meritele sale, i-au fost decernate mai multe ordine și medalii ale R.S. România (printre care ordinele Muncii clasele I, II și III).

## Legături externe
- Primarul care a profitat de cutremurul din '77 și a modernizat Iașiul cu buldozerele, 15 februarie 2013, Ionuț Benea, Adevărul